# Symploce cavernicola
Symploce cavernicola es una especie de cucaracha del género Symploce, familia Ectobiidae. El sinónimo aceptado es Blattella cavernicola (Shelford, 1907).